# Novorománský sloh

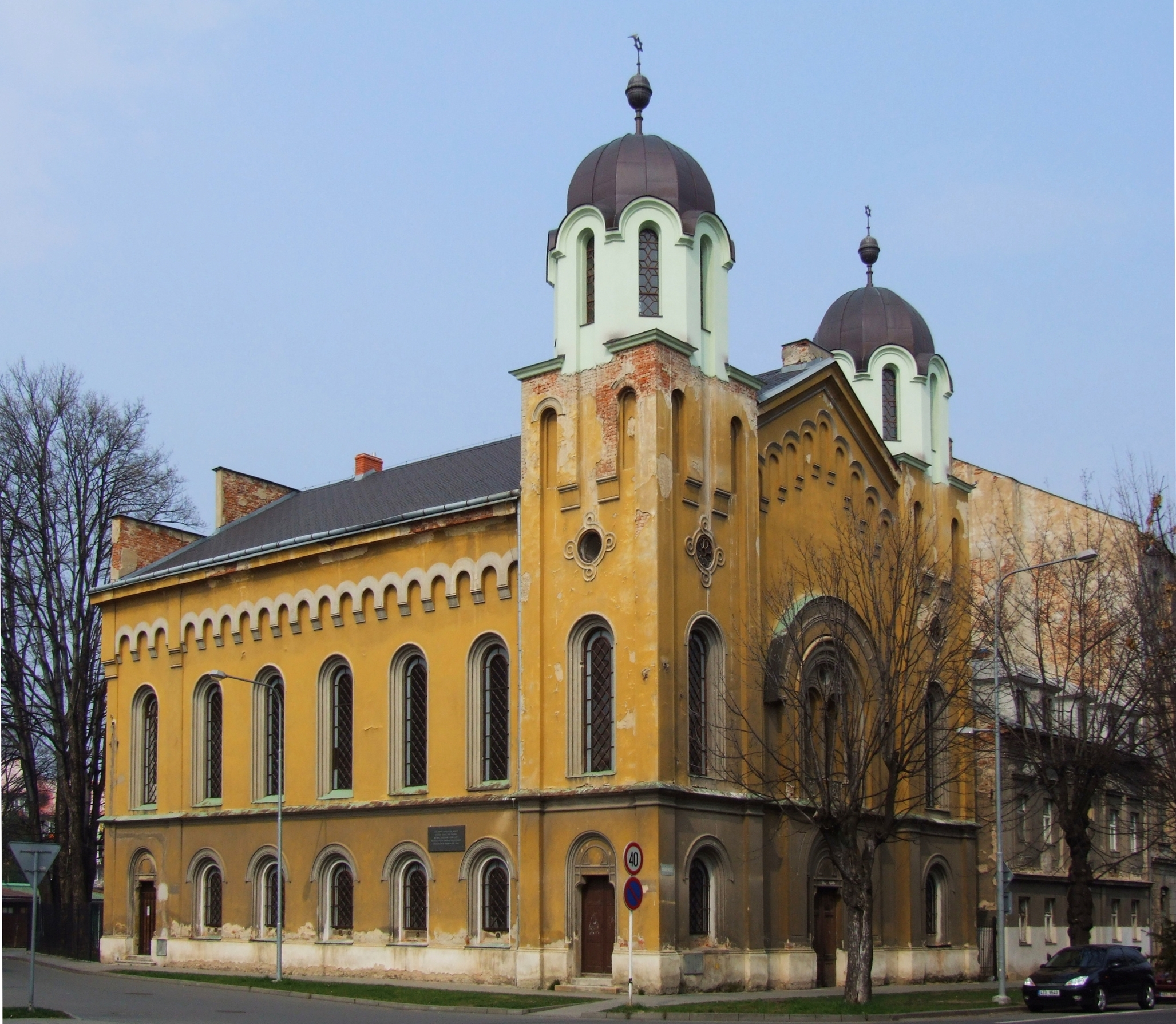
Synagoga v Krnově

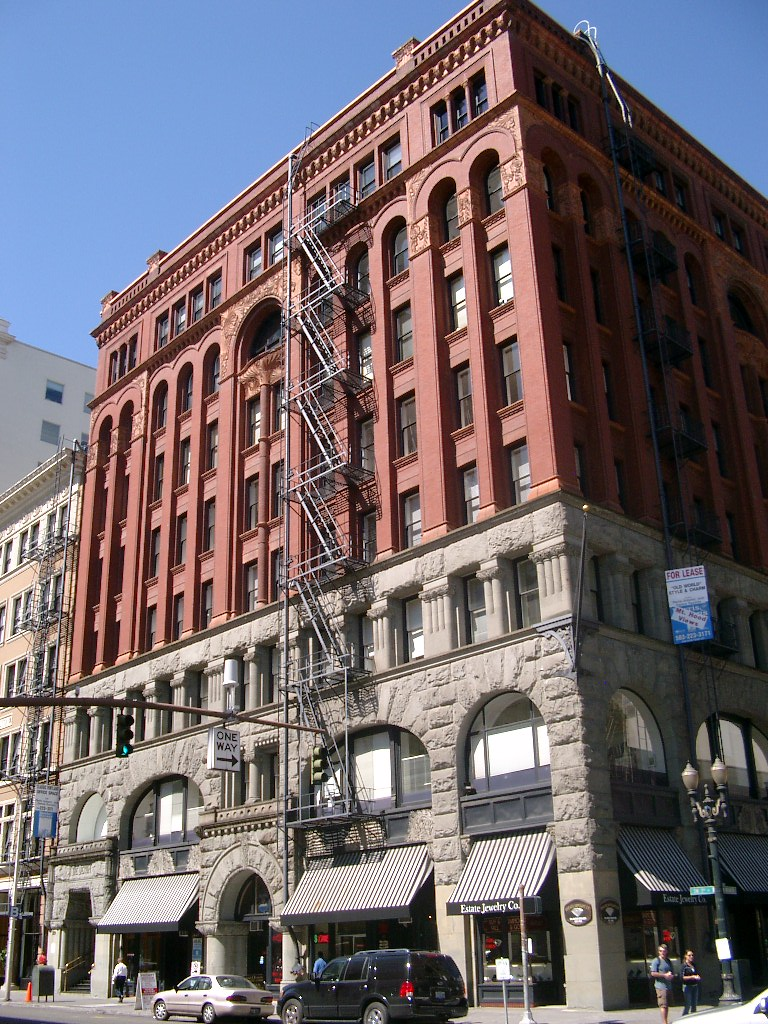
Dekum Building v oregonském Portlandu

Novorománský sloh (též pseudorománský sloh) je architektonický styl, jenž byl inspirován románskou architekturou 11. a 12. století a v němž se stavělo v době kolem poloviny století 19. Na rozdíl od svého historického vzoru však novorománská architektura používala spíše jednodušší oblouky a okna.
V německých zemích se ujala raná forma novorománského slohu nazvaná Rundbogenstil (styl kulatých oblouků). Tento stavební styl šířila v Severní Americe i jinde od 30. let 19. století skupina německých vystěhovalců. Nejvýznamnějším a nejvlivnějším americkým architektem, jehož práce se nesla ve volném „románském“ stylu, byl Henry Hobson Richardson. V USA se stylu odvozenému z Richardsonových prací říkalo Richardsonian Romanesque (Richardsonovský románský sloh). Ne všechny tyto práce však lze přiřadit k novorománskému slohu.

## Charakteristika
Budovy v novorománském slohu mívají obvykle zakulacené a polokulaté oblouky oken a římsy.
Tak jako jeho románský architektonický vzor sloužil i novorománský sloh především ke stavbě kostelů a také synagog.
V Severní Americe se koncem 19. a počátkem 20. století v duchu tohoto stavebního stylu často budovaly univerzitní areály, jako je například kampus Kalifornské univerzity v Los Angeles, kampus Denverské univerzity a kampus Torontské univerzity.